# Malangue
Malangue (Malang) é uma cidade da ilha de Java, na Indonésia. Localiza-se nas margens do rio Brantas. Tem cerca de 966 mil habitantes. Era uma importante base militar holandesa até 1949.

## Bibliografia

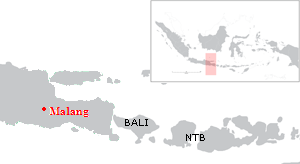
Localização de Malangue